# Robert April
Robert April, nome completo Robert Timothy April, anche nella grafia Robert T. April, è un personaggio immaginario dell'universo di fantascienza Star Trek. Il personaggio è apparso per la prima volta nell'episodio Universi paralleli (1974) della serie animata, dove viene doppiato da James Doohan, che nel franchise interpretava principalmente Montgomery Scott; è stato in seguito impersonato da Robert Pralgo, nel film fanfiction di cui è protagonista Star Trek: First Frontier (2020); infine è stato interpretato da Adrian Holmes, nella serie televisiva Strange New Worlds (2022-2023). Appare inoltre in numerosi romanzi e fumetti del franchise. Robert April è il primo capitano della USS Enterprise NCC-1701.

## Storia del personaggio
Nato nel 2195, il capitano Robert April è stato il primo ufficiale a comando della USS Enterprise NCC-1701, dal suo varo, per la prima missione quinquennale, nel 2245 al 2250, precedendo il capitano Christopher Pike, che l'ha comandata per due missioni quinquennali, dal 2251 al 2263, quando ha infine ceduto il passo al capitano James T. Kirk.

### Serie animata
La prima apparizione di Robert April avviene nell'episodio Universi paralleli (The Counter-Clock Incident) della serie animata, trasmesso negli Stati Uniti il 12 ottobre 1974, dove l'equipaggio dell'Enterprise inizia a ringiovanire rapidamente. La vecchiaia del commodoro April e di sua moglie Sarah (doppiata da Nichelle Nichols nell'originale), concede loro più tempo, permettendogli di salvare l'equipaggio e annullare il processo di ringiovanimento.

### Discovery
Robert April viene elencato tra i più decorati ufficiali della Flotta Stellare nell'episodio della pirma stagione di Star Trek: Discovery, Scegli il tuo dolore (Choose Your Pain, 2017), assieme a Jonathan Archer, Matthew Decker, Philippa Georgiou e Christopher Pike. Nell'episodio della seconda stagione, Fratello (Brother, 2019), Christopher Pike afferma di essere stato il primo ufficiale del capitano Robert April.

### First Frontier
Nel film fanfiction Star Trek: First Frontier, viene raccontata un'avventura che coinvolge l'astronave Enterprise sotto il comando di Robert April. Qui il capitano April, di ritorno da una missione in cui ha salvato molti membri del suo equipaggio, ma non è stato in grado di salvarne altri, è tormentato dai sensi di colpa ed è vittima di un disturbo da stress post-traumatico. Confessandosi alla moglie Sarah, dottoressa parte dell'equipaggio dell'Enterprise, non vorrebbe tornare più a comandare l'astronave. April viene tuttavia costretto a tornare in servizio per affrontare una razza aliena, i Sa'ryn, mostri dagli occhi da insetto, risvegliati dagli esploratori della Flotta Stellare, che hanno fatto prigionieri alcuni ufficiali, compresa la sorella di April.

### Strange New Worlds
In Star Trek: Strange New Worlds, l'ammiraglio April ordina al capitano Pike, in comando dell'Enterprise e che in quel momento sta attraversando un periodo di sconforto e di allontanamento, conseguente alla consapevolezza del futuro che lo aspetta, di tornare al comando dell'astronave, per andare in soccorso di una missione di primo contatto guidata dal suo primo ufficiale Una Chin-Riley.

### Altri media
Nei romanzi Final Frontier (1988) e Best Destiny (1992) scritti da Diane Carey, Robert April appare quale capitano dell'Enterprise. La versione di April data dalla Carey proviene da Coventry, nel Regno Unito e indossa un maglione di cardigan sopra la sua uniforme a causa di una malattia del sangue che gli fa sentire il freddo per la maggior parte del tempo.
In mancanza di un'immagine live-action canonica di April, il designer e autore di Star Trek Michael Okuda ne ha creato una attraverso un collage, prendendo la testa di Gene Roddenberry e incollandola sul corpo di William Shatner, così da fornire un'illustrazione del capitano April per la The Star Trek Encyclopedia (1994).
Nella saga di romanzi non canonica Star Trek: Mirror Universe del 2009, ambientata nell'universo dello specchio tra il 2245 e il 2251, Robert April è un commodoro della Flotta Stellare Imperiale dell'Impero Terrestre. Qui è sposato con Sarah April ed è noto per la sua spietatezza, che gli è valsa il soprannome de "Il Tiranno Silenzioso" L'Imperatrice Hoshi Sato lo incarica di indagare sulla fabbricazione di un'arma Klingon e di punire il capitano della ISS Indomitable, conferendogli il comando della ISS Constellation. Localizzata l'arma, un attacco Klingon gli impedisce di portarla all'imperatrice, costringendolo così a distruggere sia la base Klingon che la ISS Indomitable. In seguito la moglie lo ricatterà, accusandolo di essersi ammorbidito e minacciando di riferire all'imperatrice del suo fallimento.
Nei fumetti della serie Star Trek: Early Voyages (1997–1998), April è un militarista, mentre la versione di April proveniente da una timeline alternativa compare nel prequel a fumetti di Into Darkness - Star Trek, Countdown to Darkness (2013).
Nel gioco di ruolo Star Trek Roleplaying Game (2005), al comando della ISS Enterprise, Robert April guida l'invasione dell'Impero Bolarus.

## Sviluppo
Un personaggio chiamato Robert April, che è il cappellano di una prigione, appare in due episodi della serie televisiva Have Gun - Will Travel, di cui il creatore di Star Trek, Gene Roddenberry, è tra gli autori. Il nome rimase in testa a Roddenberry, che lo inserì come comandante della nave stellare Yorktown nel suo promemoria per la proposta del 1964 della serie alla CBS. Il nome del capitano venne in seguito cambiato in Christopher Pike, quando la CBS accettò il progetto di Star Trek l'anno successivo.
Fred Bronson, utilizzando lo pseudonimo John Culver, ebbe l'idea che l'Enterprise avesse avuto un capitano precedentemente a Pike per l'episodio Universi paralleli (The Counter-Clock Incident, 1974), l'ultimo della serie animata. Scelse il nome Robert April dall'elenco originale di Roddenberry di nomi per possibili capitani dell'Enterprise, pubblicato nel libro The Making of Star Trek.
Il produttore di Strange New Worlds, Henry Alonso Myers, era dell'idea che Adrian Holmes avesse la solennità necessaria per interpretare il capitano April, che è considerato una figura "mitica" in quanto primo capitano dell'Enterprise NCC-1701.

## Interpreti
La prima apparizione del Capitano April avviene nel 1974, all'interno dell'episodio Universi paralleli (The Counter-Clock Incident) della seconda stagione della serie animata Star Trek. Qui viene doppiato nell'originale in lingua inglese, grazie alla sua capacità innata di imitare numerosi accenti, dall'attore canadese James Doohan, già noto nel franchise di Star Trek per il ruolo di Montgomery Scott fin dalla prima stagione della serie televisiva Star Trek (1966-1969).
Nel film fanfiction Star Trek: Captain Pike del 2016, Robert April viene interpretato dall'attore Bruce Davison. Nel film fanfiction Star Trek: First Frontier del 2020, che racconta il varo nel 2245 dell'astronave USS Enterprise NCC-1701, con al comando il capitano Robert April, protagonista del film, il personaggio è interpretato dall'attore statunitense Robert Pralgo.
Nel primo episodio della serie televisiva Star Trek: Strange New Worlds del 2022, dove Robert April appare con il grado di ammiraglio, il personaggio viene interpretato dall'attore britannico-canadese Adrian Holmes. Holmes si è detto entusiasta di interpretare uno dei primi personaggi concepiti da Gene Roddenberry per la serie di cui è fan fin da ragazzo, lodando la diversità e l'inclusività del franchise. Dopo aver accettato il ruolo, Adrian Holmes ha ricevuto un video da parte di LeVar Burton (Geordi La Forge in Star Trek: The Next Generation) con il quale lo ha accolto nella famiglia di Star Trek.

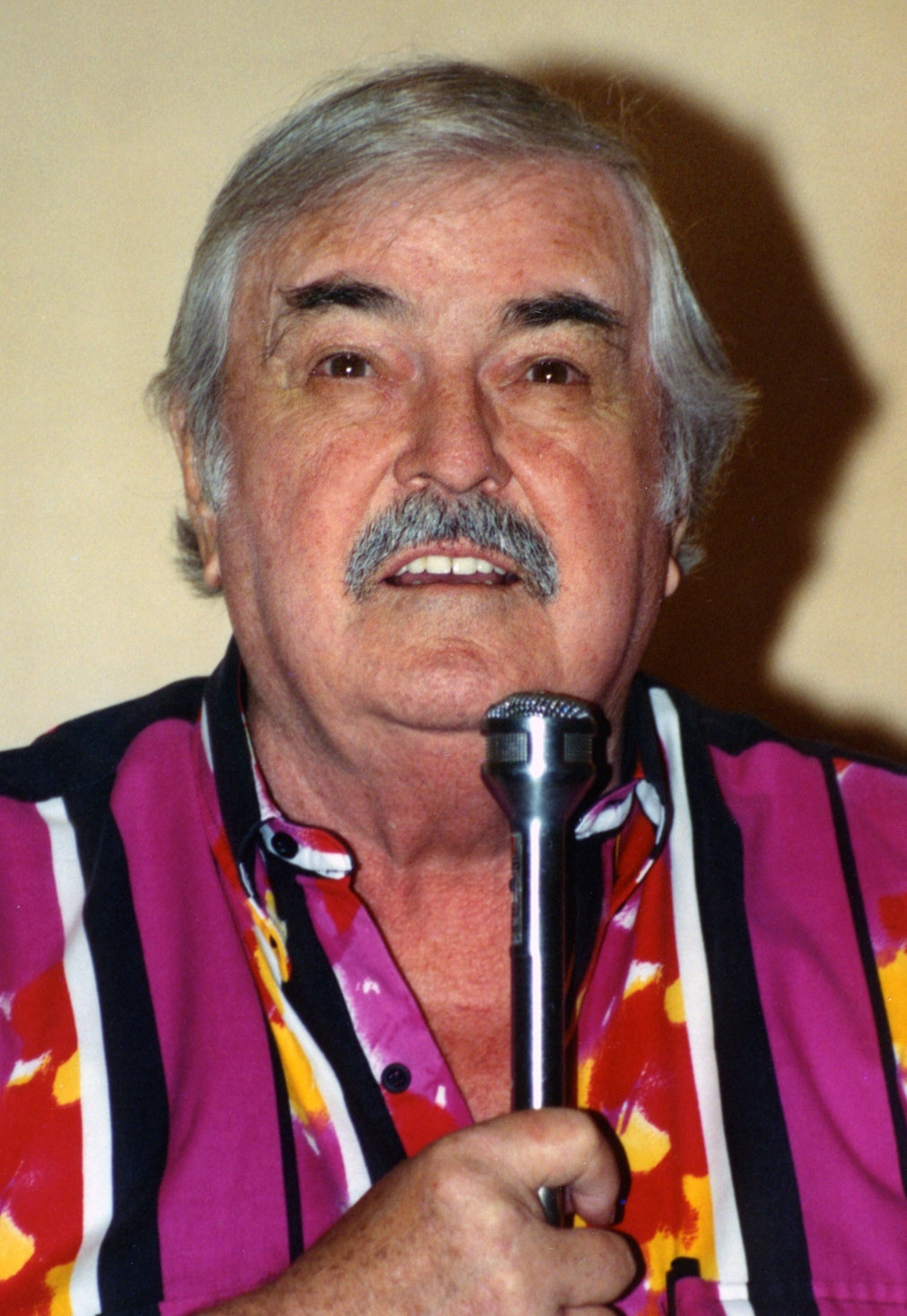
James Doohan, voce di Robert April nella serie animata
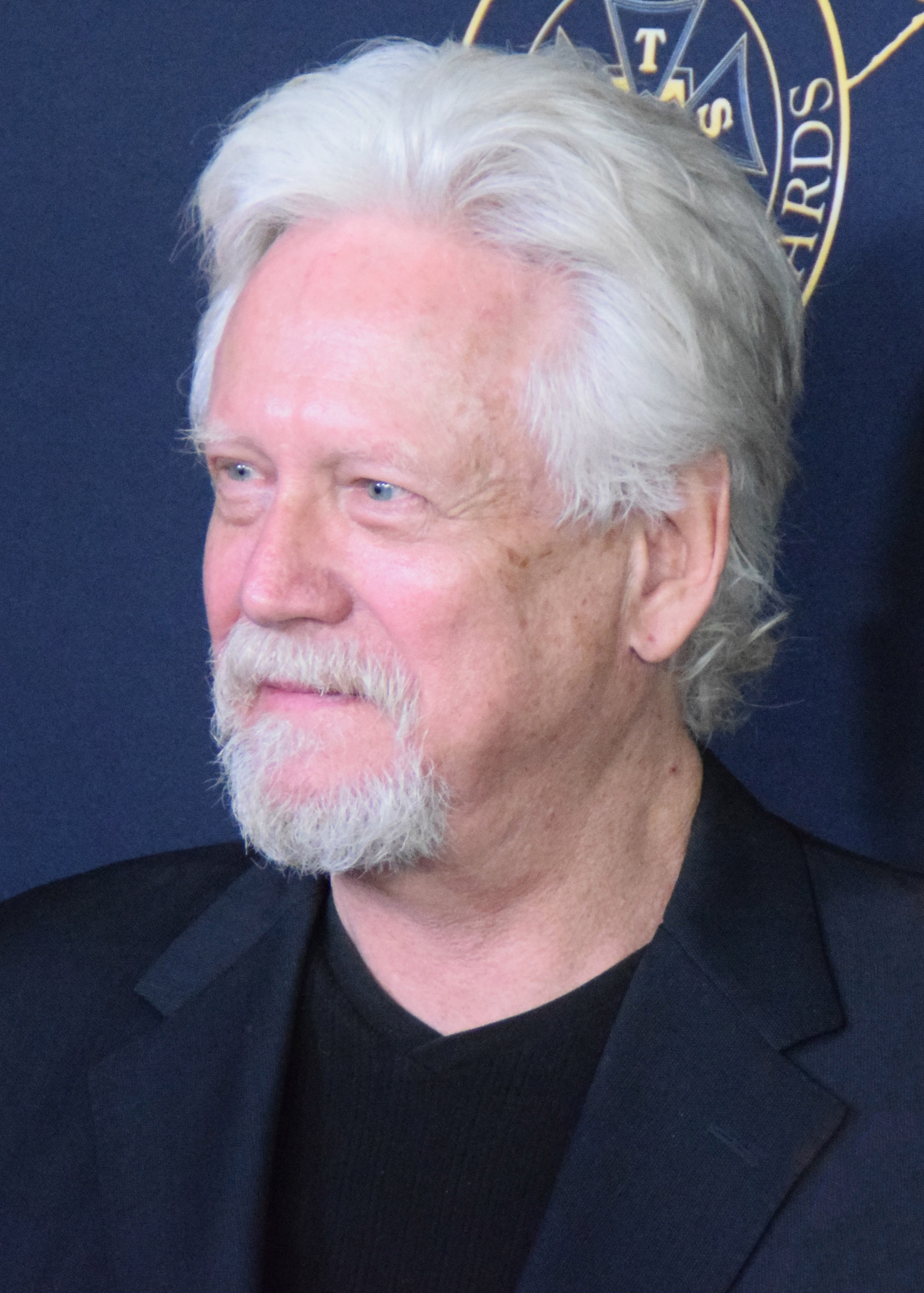
Bruce Davison, interprete di Robert April in Star Trek: Captain Pike

## Accoglienza
Timothy Donohoo, scrivendo per CBR., sostiene che Robert April "ha elementi sia di Kirk che di Pike", sottolineando il fatto che si tratta di un personaggio "eroico", ma che deve anche affrontare dubbi sulla sua leadership. Ha inoltre affermato che, per l'epoca, il concetto del personaggio era "rivoluzionario sotto molti aspetti" poiché "l'idea dell'eroe che dubita di sé stesso e mette in discussione le proprie azioni" era rara nelle sceneggiature cinematografiche e televisive di quell'epoca.
Lo scrittore dell'episodio della serie animata Universi paralleli, Fred Bronson, ha ringraziato Adrian Holmes per aver riportato April in vita nella serie televisiva Strange New Worlds. Michael Okuda, che ha creato il collage fotografico che illustra Robert April per The Star Trek Encyclopedia, ha anch'egli lodato la scelta di Holmes. Lo scrittore Keith R. A. DeCandido, autore di numerosi romanzi del franchise, ha affermato che la scelta di aver utilizzato un attore afroamericano per la parte di April, che era stato precedentemente rappresentato come bianco nella serie animata e nei fumetti, "è stato un bel modo per rivelare i razzisti tra i fan di Star Trek".

## Filmografia

### Cinema
- Star Trek: Captain Pike, regia di Todd Shawn (2016)
- Star Trek: First Frontier, regia di Kenneth Smith (2020)

### Televisione
- Star Trek - serie animata, episodio 2x06 (1974)
- Star Trek: Strange New Worlds - serie televisiva, 5 episodi (2022-2023)

## Pubblicazioni (parziale)

### Romanzi
- (EN) Diane Carey, Best Destiny, collana Star Trek, New York, Pocket Books, 1992.
- (EN) Carol Greenburg, Enterprise Logs, collana Star Trek: Enterprise Logs, New York, Pocket Books, 2000, ISBN 0671035797.
- (EN) Diane Carey, Final Fronties, collana Star Trek, 2008, ISBN 0671647520.
- (EN) Dayton Ward e Kevin Dilmore, Ill Winds, collana Star Trek: Mirror Universe, 2009.
- (EN) David A. Goodman, Federation: The First 150 Years, collana Federation, 47North, 2012, ISBN 9781612184173.
- (EN) David R. George III, Ascendance, collana Star Trek: Deep Space Nine, New York, Pocket Books, 2015, ISBN 1501103709.
- (EN) Greg Cox, Captain to Captain, collana Star Trek: Legacies, New York, Pocket Books, 2016, ISBN 9781501125294.
- (EN) Dayton Ward, Drastic Measures, collana Star Trek: Discovery, New York, Pocket Books, 2018, ISBN 1501171747.

### Fumetti
- (EN) Dan Abnett, Ian Edginton e Patrick Zircher, Flesh of My Flesh, collana Star Trek: Early Voyages, n. 1, Marvel Comics, febbraio 1997.
- (EN) Dan Abnett, Ian Edgington e Patrick Zircher, Nor Iron Bars a Cage, collana Star Trek: Early Voyages, n. 4, Marvel Comics, maggio 1997.
- (EN) Dan Abnett, Ian Edgington e Javier Pulido, Nemesis, collana Star Trek: Early Voyages, n. 16, Marvel Comics, maggio 1998.
- (EN) Dan Abnett, Ian Edgington e Javier Pulido, Thanatos, collana Star Trek: Early Voyages, n. 17, Marvel Comics, 17 giugno 1998.

## Giochi

### Giochi di ruolo
- (EN)  Star Trek Roleplaying Game, Through a Glass, Darkly, Decipher, 2005

### Videogiochi
- Star Trek: Legacy (2006)